# Hamadryas laodamia
Hamadryas laodamia là một loài cracker butterfly thuộc họ Nymphalidae. Loài này có ở México tới lưu vực Amazon.

## Phân loài
- Hamadryas laodamia laodamia (Mexico tới Peru, Boliva, Surinam và Brasil)
- Hamadryas laodamia saurites (Mexico tới Colombia)